# Cycas canalis
Cycas canalis är en kärlväxtart som beskrevs av Kenneth D. Hill. Cycas canalis ingår i släktet Cycas, och familjen Cycadaceae. IUCN kategoriserar arten globalt som livskraftig. Inga underarter finns listade i Catalogue of Life.